# غلاسلاين (ساسكاتشوان)
غلاسلاين (بالإنجليزية: Glaslyn, Saskatchewan)‏ هي قرية تقع في كندا في ساسكاتشوان. يقدر عدد سكانها بـ 397 نسمة ومساحتها 1.97 كم2 .